# Helen Dorn: Die falsche Zeugin
Die falsche Zeugin ist die sechste Folge der ZDF-Kriminalfilmreihe Helen Dorn mit Anna Loos in der Titelrolle. Regie führte Alexander Dierbach. Die Erstausstrahlung als Samstagskrimi am 26. November 2016 erreichte 5,34 Millionen Zuschauer und einen Marktanteil von 17,9 Prozent.

## Handlung
Alena, die am Düsseldorfer Flughafen sauber macht, nimmt ihren Sohn Roman öfter mit zur Arbeit, da sie ihn nicht zu Hause allein lassen will. Da sie den Jungen nicht ständig beaufsichtigen kann, treibt er sich auf dem Flughafengelände herum und stiehlt einem Fluggast das Handy. Dieser verfolgt das Kind bis in die Personaltoiletten und will sein Eigentum mit Gewalt zurück. Die dazukommende Mutter sieht ihren Sohn am Boden liegend von einem Fremden bedroht, greift nach einem großen Feuerlöscher und schlägt den Mann damit bewusstlos. Am Abend wird Herbert Krämer mit gebrochenem Genick aufgefunden und Kriminalhauptkommissarin Helen Dorn zum Tatort gerufen, da das Opfer eine große Menge Bargeld bei sich hat und offensichtlich mit falschem Namen reist. Anhand von Überwachungsaufnahmen findet Helen heraus, dass zur Tatzeit eine Putzfrau in den Personalräumen arbeitete, daher lässt sie nach der Frau fahnden.
Helen bekommt „Unterstützung“ von Christina Behrens, einer Kollegin vom BKA, denn das Opfer war seit einiger Zeit Informant über Aktivitäten des Organisierten Verbrechens. Bei der aktuellen Aktion sollte er dem BKA Dateien mit Informationen über die Geldwäscheaktivitäten liefern. Hagen de Winter war Krämers Auftraggeber und das BKA ist vorrangig dran interessiert, endlich Material gegen den Mann in die Hände zu bekommen. Helen ist über die angeordnete Zusammenarbeit mit Christina Behrens wenig begeistert und recherchiert wie gewohnt allein weiter. Anhand des Bewegungsprofils hat das Opfer in der Stadt einen Zwischenstopp eingelegt. Das führt die Ermittlerin zu Kerstin Brandt, der Halbschwester des Opfers. Als Helen sie aufsuchen will, findet sie die Frau tot in ihrer Wohnung. Sie wurde offensichtlich gefoltert und dürfte ihren Peinigern verraten haben, wo sich ihr Bruder befand. Helen ist sich sicher, dass Hagen de Winter dahinter steckt, da dies genau seine Handschrift ist. Sie forciert ihre Suche nach der Putzfrau in der Hoffnung, durch sie eine Zeugin dafür zu haben, dass Hagen de Winter am Flugplatz war. Über die Putzfirma findet Helen zu einer Romasiedlung, wo Alena gefangen gehalten wird, da sie für den Clanchef Branko noch die Schleuserkosten abzuarbeiten hat. Alena ergreift ihre Chance und behauptet, am Tatort zwei Männer gesehen zu haben, nur damit Helen ihren kleinen Sohn aus dem Abschiebegewahrsam holt. Kaum hat Alena ihren Jungen zurück, taucht sie auch schon mit Roman unter. Sie wird allerdings von der Polizei aufgegriffen, als sie Essen für ihren Sohn und sich stehlen will. Roman kann sich verstecken und erscheint am Abend hilfesuchend bei Helen Dorn. Er übergibt ihr das Handy des Toten, das er noch immer bei sich hatte. Als sie darauf die Dateien entdeckt, die Hagen de Winter der Geldwäsche überführen, scheint der Fall gelöst. Doch übergibt ihr Vorgesetzter das Material an Christina Behrens, die nun ihrerseits überraschend mit de Winter einen Deal eingeht und ihn auf freiem Fuß lässt. Helen hat jedoch nicht vor, den Fall zu den Akten zu legen und bleibt hartnäckig, sie gibt nicht auf und ermittelt weiter. Dabei stößt sie auf einen Ring von Kinderprostitution, den Hagen de Winter mit Kindern betreibt, die er sich von Branko beschaffen lässt. Da auch Alenas Sohn Roman schon einmal in dem Haus war, in dem diese Kinder gefangen gehalten werden, kann er Helen helfen, dieses Haus zu finden. Die Kommissarin begibt sich im Alleingang in das Gebäude und kann die Kinder befreien. Ihr begegnet dort auch de Winter, der vom eintreffenden SEK angeschossen und festgenommen wird. Er beteuert, Krämer nicht getötet zu haben, da ihm dessen Schwester den Aufenthaltsort nicht nennen konnte. So sieht sich Helen eine alte Ermittlungsakte über Kindesmissbrauch von 1999 an und findet darin einen Hinweis auf ihren Polizeikollegen Redl, dessen Sohn in die Hände von Kinderschändern geraten war und sich später erhängt hatte, weil er das Geschehene nicht verarbeiten konnte.
So stellt sich heraus, dass Redl mit Kramer an jenem Tag den Mann vor sich liegen sah, der aufgrund zu geringer Beweise nicht zur Rechenschaft gezogen werden konnte, und somit Selbstjustiz verübte, indem er ihm das Genick brach.

## Hintergrund
Die Dreharbeiten für Die falsche Zeugin erfolgten in Neuss, Duisburg, Köln und Düsseldorf.
Helen Dorn erfuhr in der Folge davor von ihrem Vater, dass ihre Mutter nur so früh an Krebs gestorben war, weil diese eine Chemotherapie abgelehnt hatte. Sie war gerade schwanger und wollte ihr ungeborenes Kind nicht gefährden. Mit diesem Problem: nur zu leben, weil ihre Mutter sterben musste, plagt sich die Kommissarin nun herum.

## Kritik
Volker Bergmeister schrieb bei tittelbach.tv: „Autor Schnelting packt viel rein in den Plot. Zu viel.“ So werde man „zu Beginn mit mehreren, voneinander unabhängigen Handlungssträngen konfrontiert. Das weckt die Neugier[…] und im Lauf der Story führt Schnelting die einzelnen Stränge geschickt zueinander. Doch er begeht den Fehler, den Fall inhaltlich zu überfrachten. Und es gelingt ihm deshalb auch nicht, sämtliche Aspekte der Handlung zur vollen Entfaltung zu bringen.“ „Die Dorn bleibt die mürrische und melancholische Einzelkämpferin, ist unnahbar, unerschrocken, die personifizierte schlechte Laune. Die raue Schale nimmt der Figur jede Nuancierung und Anna Loos verliert dadurch an Spielmöglichkeiten.“ und ihr „fehlt nach dem Abgang ihres Kollegen Matthias Matschke als Georgi ein adäquater Anspielpartner, ein Gegenpart, der ihrer Stimmung trotzt und den Krimi so facettenreicher macht.“
Die Redaktion von TV Spielfilm beurteilt den Krimi mit dem „Daumen nach oben“ und meint: Der Fall selbst sei nur Mittelmaß, „aber die Heldin bleibt spannend“. „Dorns Fälle sind nicht viel anders als die ihrer Krimikollegen, aber die Psychologie der Ermittlerin bleibt interessant. Dorn ist kein Sonnenschein. Man wäre nicht verwundert, wenn die ruppige Kommissarin mit ihren Blicken töten könnte.“
Die Frankfurter Neue Presse meinte: „Während der letzte Helen Dorn-Krimi hier eine gewisse Ambivalenz bot, setzt dieser Film voll auf Stereotypen. Hier besteht für zukünftige Helen Dorn-Filme dringend noch Nachbesserungsbedarf. Ansonsten funktioniert der Film aber gar nicht schlecht.“